# 5546 Salavat
5546 Salavat è un asteroide della fascia principale. Scoperto nel 1979, presenta un'orbita caratterizzata da un semiasse maggiore pari a 2,6224927 UA e da un'eccentricità di 0,1139298, inclinata di 12,18477° rispetto all'eclittica.